# Re-Edit
Ein Re-Edit (engl. für Neubearbeitung) beschreibt in der Tontechnik eine abgeänderte Version eines Liedes, welche mittels Neuanordnung, Wiederholung oder durch entfernen einiger Stellen der Originalaufnahme erreicht wird. Beispielsweise wird ein Refrain mehrere Male hintereinander angereiht, oder die Länge einer Break-Sektion ausgedehnt. Ebenso wie Remixe kommen Re-Edits vor allem in Elektronischer Tanzmusik vor.

## Quelle
- Frank Broughton, Bill Brewster – How to DJ Right: the art and science of playing records, engl., S. 234–237, 282 (Grove Press, New York, 2003), ISBN 0802139957.